# العلاقات البريطانية الغينية
العلاقات البريطانية الغينية هي العلاقات الثنائية التي تجمع بين المملكة المتحدة وغينيا.

## مقارنة بين البلدين
هذه مقارنة عامة ومرجعية للدولتين:
| وجه المقارنة                                              | المملكة المتحدة                 | غينيا       |
| --------------------------------------------------------- | ------------------------------- | ----------- |
| المساحة (كم2)                                             | 242.50 ألف                      | 245.86 ألف  |
| عدد السكان (نسمة)                                         | 66.02 مليون                     | 12.72 مليون |
| الكثافة السكانية (ن./كم²)                                 | 272.25                          | 51.74       |
| العاصمة                                                   | لندن                            | كوناكري     |
| اللغة الرسمية                                             | لغة إنجليزية، اللغة الويلزية    | لغة فرنسية  |
| العملة                                                    | جنيه إسترليني                   | فرنك غيني   |
| الناتج المحلي الإجمالي (بليون دولار)                      | 2.62 تريليون                    | 10.50 مليار |
| الناتج المحلي الإجمالي (تعادل القوة الشرائية) بليون دولار | 2.72 تريليون                    | 15.24 مليار |
| الناتج المحلي الإجمالي الاسمي للفرد دولار أمريكي          | 43.88 ألف                       | 531         |
| الناتج المحلي الإجمالي للفرد دولار أمريكي                 | 40.23 ألف                       | 1.22 ألف    |
| مؤشر التنمية البشرية                                      | 0.907                           | 0.411       |
| رمز المكالمات الدولي                                      | +44                             | +224        |
| رمز الإنترنت                                              | .uk، .gb                        | .gn         |
| المنطقة الزمنية                                           | توقيت غرينيتش، توقيت غرب أوروبا | 00          |

## منظمات دولية مشتركة
يشترك البلدان في عضوية مجموعة من المنظمات الدولية، منها:
| علم المنظمة | اسم المنظمة                               | تاريخ انضمام المملكة المتحدة | تاريخ انضمام غينيا |
| ----------- | ----------------------------------------- | ---------------------------- | ------------------ |
|             | مؤسسة التنمية الدولية                     | 24 سبتمبر 1960               | 26 سبتمبر 1969     |
|             | يونسكو                                    | 4 نوفمبر 1946                | 2 فبراير 1960      |
|             | وكالة ضمان الاستثمار متعدد الأطراف        | 12 أبريل 1988                | 5 أكتوبر 1995      |
|             | الأمم المتحدة                             | 24 أكتوبر 1945               | 12 ديسمبر 1958     |
|             | الفريق المعني برصد الأرض                  | ?                            | ?                  |
|             | الاتحاد البريدي العالمي                   | ?                            | ?                  |
|             | البنك الدولي للإنشاء والتعمير             | 27 ديسمبر 1945               | 28 سبتمبر 1963     |
|             | منظمة حظر الأسلحة الكيميائية              | ?                            | ?                  |
|             | مؤسسة التمويل الدولية                     | 20 يوليو 1956                | 22 أكتوبر 1982     |
|             | المركز الدولي لتسوية المنازعات الاستشارية | 18 يناير 1967                | 4 ديسمبر 1968      |
|             | منظمة التجارة العالمية                    | 1995                         | 25 أكتوبر 1995     |
|             | منظمة الشرطة الجنائية الدولية             | ?                            | ?                  |
|             | البنك الإفريقي للتنمية                    | ?                            | ?                  |

## وصلات خارجية
- موقع وزارة الخارجية البريطانية